# ألايا إف
ألايا إف (بالإنجليزية: Aalia Furniturewala) (ولدت في 28 نوفمبر 1997)، والمعروفة باسمها المسرحي Alaya F، هي ممثلة هندية تعمل في الأفلام الهندية. هي ابنة فرحان إبراهيم فورنيتوريوالا والممثلة بوجا بيدي. أجدادها لأمها هما الممثل المخضرم كبير بيدي والراقصة الراحلة بروتيما بيدي. ظهرت لأول مرة في فيلمها عام 2020 من خلال دور رائد في الكوميديا جوااني جانيمان.

## وصلات خارجية
- ألايا إف على موقع IMDb (الإنجليزية)
- ألايا إف على موقع قاعدة بيانات الفيلم (الإنجليزية)